# Football Canon 105 de Libreville
Maillots
Le Football Canon 105 de Libreville est un club gabonais de football basé à Libreville. Le club porte le nom d'Association Sportive Militaire Omnisports Libreville (ASMO Libreville) entre 1989 et 1993.
Ils ont été chantés par le guitariste Franco et son T.P. O.K. Jazz et Tabu Ley Rochereau et l'Afrisa en 1985.

## Palmarès
- Championnat du Gabon (11)
  - Champion : 1978, 1982, 1983, 1985, 1986, 1987, 1997, 1998, 1999, 2001, 2007

- Coupe du Gabon (5)
  - Vainqueur : 1984, 1986, 1996, 2004 et 2009
  - Finaliste : 1992, 2006

- Supercoupe du Gabon (1)
  - Vainqueur : 2007
  - Finaliste : 2001

- Coupe UNIFFAC des clubs
  - Finaliste : 2004

## Anciens joueurs
- Henri Antchouet
- Étienne Bito'o
- Bruno Ecuele Manga
- Abdoul-Gafar Mamah
- Rodrigue Moundounga
- Théodore Zué Nguéma
- Peter Nieketien
- Marcelin Tamboulas
- Ibrahim Nzoghe Camara
- Fabrice Do Marcolino